# Antonio Gómez Restrepo
Antonio Gómez Restrepo (Bogotà, 13 gennaio 1869 – Bogotà, 6 novembre 1947) è stato un diplomatico, poeta e saggista colombiano.
Ministro dell'educazione, senatore e ambasciatore in Italia, Messico e Perù, fu abile poeta e saggista.